# Nerubaiivka, Novoukraiinka
Nerubaiivka (în ucraineană Нерубаївка) este un sat în comuna Semenaste din raionul Novoukraiinka, regiunea Kirovohrad, Ucraina.

## Demografie
Componența lingvistică a localității Nerubaiivka
     Ucraineană (92,52%)
     Rusă (7,48%)
Conform recensământului din 2001, majoritatea populației localității Nerubaiivka era vorbitoare de ucraineană (92,52%), existând în minoritate și vorbitori de rusă (7,48%).